# Giulio Vivanti
Giulio Vivanti (Mantova, 24 maggio 1859 – Milano, 19 novembre 1949) è stato un matematico italiano.

## Biografia
Ebreo mantovano, si laureò in Ingegneria alla Regia Scuola di Applicazione per gli Ingegneri di Torino (futuro Politecnico), nel 1881; si iscrisse poi all’Università di Bologna, per laurearsi nel 1883 in Matematica.
Agli inizi del 1888 il celebre matematico tedesco Georg Cantor (1845-1918) gli propose un asserto da dimostrare; Vivanti seppe trovare la dimostrazione, che venne pubblicata sui Rendiconti del Circolo Matematico di Palermo, rivista illustre in ambito matematico. Ma il collega Vito Volterra (1860-1940) la demolì trovandovi vari errori, e comunicandoli per lettera a Cantor; Volterra instaurò uno scambio epistolare anche con lui, che ammise i suoi errori (in seguito Volterra risolverà l’asserto tenendo conto di un teorema di Henri Poincaré del 1883, da cui il Teorema di Volterra - Poincaré).
Dopo questo smacco, Vivanti proseguì la sua carriera, e nel 1892 conseguì la libera docenza in Analisi matematica. Per 3 anni fu professore presso l'Università degli Studi di Pavia. Nel 1893 elaborò un asserto, dimostrato nel 1894 dal collega ebreo tedesco Alfred Pringsheim (1850-1941): nacque così il Teorema di Vivanti - Pringsheim, secondo cui la funzione rappresentata da una serie a coefficienti reali non negativi ha certamente come punto singolare l'intersezione della circonferenza di convergenza con il semiasse reale-positivo.
Nel 1895 vinse un concorso, col quale divenne professore di Calcolo infinitesimale all'Università degli Studi di Messina; nel 1908 tornò all’Università degli Studi di Pavia, dove divenne preside di Facoltà per più volte. Divenne membro dell’Istituto Lombardo Accademia di Scienze e Lettere. Nel 1924 sorse l’Università degli Studi di Milano, e Vivanti vi diventò docente, al primo anno di esistenza: anche qui sarà preside di Facoltà per più volte. Nel 1927 fece da relatore a Bruno de Finetti.
Nel 1929, assieme a Gian Antonio Maggi e Oscar Chisini, fondò l'Istituto di Matematica nella sede dell'Università di Milano a Città Studi.
Studioso e specialista delle funzioni di variabile complessa, scrisse articoli e chiari trattati matematici (anche se con qualche errore) che vennero anche tradotti per l’estero, e compilò voci per enciclopedie, tra cui l’Enciclopedia Treccani. Uomo considerato sereno e simpatico, andò in pensione nel 1934.
Affetto negli ultimi anni da una cecità quasi completa, venne radiato dall’Unione Matematica Italiana e perseguitato in quanto ebreo (così come Vito Volterra) ; si rifugiò allora  nel comasco.
Dopo la morte venne cremato nel Tempio Crematorio del Cimitero Monumentale di Milano, che ne ospita le ceneri in una celletta.
La natia Mantova gli ha dedicato una via nella frazione periferica di Fomigosa.

## Opere
- Teoria delle funzioni analitiche  (	Milano, U. Hoepli, 1901)
- Elementi della teoria delle funzioni poliedriche e modulari (Milano, U. Hoepli, 1901)
- Elementi della teoria delle equazioni integrali lineari (Milano, U. Hoepli, 1916)
- Esercizi di analisi infinitesimale (Pavia, Mattei & C., 1913)
- Lezioni di Analisi Infinitesimale (Torino, S. Lattes, 1920)
- Lezioni di Analisi Matematica (Torino, S. Lattes, 1930)